# SART1
SART1‏ (SART1, U4/U6.U5 tri-snRNP-associated protein 1) هوَ بروتين يُشَفر بواسطة جين SART1 في الإنسان.